# Corraleja
Las corralejas son las fiestas de toros populares del caribe colombiano en las cuales se lidian toros en un redondel de arena. En este arraigado espectáculo se llevan toros de lidia y caballos para las faenas, así mismo las personas pueden entrar por su voluntad al redondel. Poseen el carácter de taurinas debido a su figura principal, el toro de lidia. Son consideradas una herencia de la cultura española en esta región del país. Los géneros musicales que acompañan este evento son el porro y el fandango.

## Origen
Los orígenes y la historia de las fiestas en corraleja están en la difusión de la cultura española en América; más atrás se deben buscar en la cultura cretomicénica del Egeo, en la cual el toro era el animal sagrado, representativo del poder y la fuerza, e idealizado en la leyenda del Minotauro. Fue en Creta donde se dieron los primeros espectáculos taurinos de los que se tenga conocimiento, representados en la fuerza del animal frente a la habilidad y destreza del hombre.
Los frescos encontrados en las excavaciones realizadas en los palacios de Knossos y Phaestos, permiten deducir que el salto de toros salvajes, como deporte, era un elemento religioso propio de la cultura minoica. Este deporte consistía en saltar al toro agarrándose de los cuernos, mediante una voltereta sobre el lomo y caer de pie tras su cola.
Sin embargo, es en España donde la lidia de toros se convierte en un espectáculo que, evolucionando, llega al toreo moderno o clásico. Además, sus condiciones geográficas y económicas permiten la adaptación y la cría de toros en este país, razón que lo convierte en centro de la tauromaquia.
Durante la conquista de los territorios americanos por parte de España, esta tradición llega a la región caribeña colombiana. Respecto a esto, se conoce que, en las haciendas ganaderas de las antiguas sabanas de Bogotá, se celebraban una especie de corridas de toros.
El primer lote de ganado vacuno procedente de España entró por Cartagena, desde donde fue traído a las sabanas, tal vez por el puerto de Berrugas (San Onofre); algunas de estas reses fueron llevadas a San Benito Abad, donde se funda el primer hato ganadero de las sabanas.

## Inicios de los festejos
Hay diferentes versiones que coinciden en afirmar que datan de la época de la colonia, aunque no exactamente como un espectáculo taurino sino más bien como una escuela de manejo del ganado, ya que los naturales del territorio tenían que herrar, descornar o curar al ganado.
Estas faenas, realizadas en las haciendas, se convirtieron poco a poco en un espectáculo al que asistían amigos, parientes e invitados del dueño. Además, este evento se hacía coincidir con la fiesta patronal religiosa, hecho que se continúa haciendo en la actualidad en la mayoría de pueblos de esta región.
 

Algunas de las versiones relativas al nacimiento de este festejo popular taurino son las siguientes: 

- José Cisnero Arriaga: "Las corralejas que se celebran en las antiguas sabanas de Bolívar, hoy sabanas de Córdoba y Sucre, datan del año 1827, cuando el señor Sebastián Zubiría decide celebrar las primeras corridas de toros a imitación de las de España, luego se lograron expandir por todo el litoral Atlántico".

- Ramiro de la Espriella Arrieta: "Las primeras fiestas de toros, como corralejas, tienen lugar en Sincelejo en octubre, el 3 de octubre de 1845, en honor a su patrono San Francisco de Asís teniendo, así, como primer escenario la plaza de San Francisco, y en ella se celebraron durante 85 años. Pasaron después a la plaza Majagual en el área urbana; En ese entonces se jugaron toros criollos del ganadero Benito Jaraba, traídos de Caimito. A estos espectáculos populares se les añadió más adelante: garrocheros a caballo con vara de cimbreadora, banderilleros y bandas de viento".

En el año 1864, el sinceano de origen español Sebastián Romero (Don Chano), logró que los festejos populares fueran trasladados de octubre al mes de enero para que se realizara el día de sus cumpleaños lo cual fue aceptado sin problemas por las autoridades y la Curia, puesto que octubre es un mes lluvioso en cambio enero es un mes de verano. Para principios del siglo XX las corralejas se extendieron por todos los municipios del caribe colombiano entre Mahates y Ayapel. En este último municipio se realizaron las primeras corralejas del Departamento de Córdoba, para 1906 ya las corralejas se celebraban en Sampués, y en 1908 tuvieron lugar las primeras de Montería.
Hoy día esta fiesta se dan en el marco de la fiesta religiosa del Dulce nombre de Jesús, donde se realizan cabalgatas, varias tardes de toros, el tradicional desfile de fandangueras y bailes populares con grupos vallenatos y bandas de vientos, principalmente, cuyo día central es el 20 de enero.

## Significado del término
Según lo expresado por J. Santana Vega, en su libro "El Mundo de Las Corralejas", este término no tiene significación en el diccionario, lo cual indica que es un vocablo netamente criollo derivado de corral; que según su acepción, hace referencia al espacio delimitado por una cerca construida básicamente en madera y en cuyo interior se lidian o "corren" toros bravos.
El término corraleja encierra también un significado más prolijo, cuando se refiere a las fiestas celebradas anualmente en los pueblos del litoral Atlántico colombiano en las cuales el espectáculo más relevante es la "corrida" de toros, que tiene a su vez connotaciones culturales y folclóricas.

## Construcción de las corralejas
Desde sus orígenes hasta la actualidad la construcción de las corralejas ha experimentado una evolución, tanto en los materiales utilizados como en la forma de construirla, con voluntad de proporcionar comodidad y seguridad a los espectadores, adaptándose a las normativas vigentes en cada momento. 
En este sentido, en sus orígenes el material utilizado eran horcones de madera de monte madrinas, que servían como soporte a las cañas guaduas, amarradas horizontalmente a las primeras. En ese momento, los materiales y la estructura eran apropiados ya que las corralejas eran pequeñas y no se construían palcos.
Pasaron los años y el festejo fue adquiriendo popularidad. Con ello, la corraleja creció y fue mejorando su estructura, incorporando un palco para el dueño y sus allegados. A ese palco poco a poco se le fueron sumando otros, pero siempre dejando espacios libres para aquellos que no tenían acceso a los mismos. Esta modificación de la estructura hizo que la caña de guadua no fuera garantía de seguridad y resistencia, por lo que se empezó a sustituir por varas de mangle, que son más flexibles y resistentes.
Finalmente, un nuevo repunte en popularidad hizo que los palcos se multiplicaran, haciendo necesaria la utilización de materiales más duraderos y resistentes. En ese momento fue cuando empezó a construirse la corraleja con unos listones de madera denominados "varetas", que se sujetan con clavos y pernos.

## Los más famosos
Son muchos los pueblos y actores de estas festividades, toros, garrocheros y banderilleros, que se han hecho famosos entre los pueblos de las sabanas de Sucre, Córdoba y Bolívar, ya sea por la intensidad y alegría con que se viven sus fiestas o por la valentía y arrojo para enfrentar a los astados en cualquier momento y lugar o por la fuerza, ardentía y peligrosidad que han mostrado estos astados en las distintas plazas a donde han llegado. A continuación se relacionan algunos de estos: 
Corralejas famosas
La fiesta que tiene mayor trascendencia a nivel regional y nacional es la del 20 de enero que se celebra en Sincelejo, también conocida como la fiesta del Dulce Nombre de Jesús.
Se celebran, también, algunas importantes fiestas en principalmente en el:
- Departamento de Córdoba: Ayapel, Ciénaga de Oro, Cereté, Tierralta, Planeta Rica, Cotorra y San Pelayo.
- Departamento de Sucre: Sincelejo, Sincé, Sampués y San Marcos.
- Departamento de Bolívar: San Juan Nepomuceno, Arjona y Mahates.
- Departamento del Atlántico: Sabanalarga, Repelón, Usiacurí, Santo Tomás, Ponedera, Manatí .
- Además, de Caucasia (Antioquia), El Difícil, Fundación, El retén (Magdalena), El Espinal (Tolima), San Pedro (Valle del Cauca).

En Riosucio, Caldas, desde 1950 se efectúan unas corralejas en medio de las festividades del Carnaval del Diablo, son corralejas similares a las de los sabaneros y siguiendo las mismas tradiciones pecuarias.

## La tragedia de Sincelejo
La tragedia más significativa de la historia de las fiestas en corraleja fue registrada el 20 de enero de 1980 en Sincelejo, cuando, a raíz de haber superado el aforo, los palcos de tres pisos se vinieron abajo, sepultando entre toneladas de madera y escombros a cerca de cuatrocientas personas. Esta trágica tarde puso fin a la tradicional fiesta en el municipio hasta el año 1999, cuando se reanudó.

## El fandango
El fandango es un baile tradicional que generalmente tiene lugar al final de las corralejas, si bien en algunos municipios también se da de forma autónoma al festejo popular taurino. En él se convoca al público asistente a ser partícipe de este baile popular típico de varios países de Hispanoamérica y de España.